# Le Guide des Comics Héritage
 (mars 2022).
Le Guide des Comics Héritage, publié à compte d'auteur, retrace l'histoire de la maison d'édition québécoise Les Éditions Héritage de 1968 à 1987 et recense avec détails (couvertures, dates de publication, contenu, équivalences américaines, notes historiques) tous les numéros de la majorité des séries de bande dessinée publiés aux Éditions Héritage durant cette période.

## Sommaire
- Préface par Robert St-Martin
- Introduction
- Chapitre 1 : Historique des comics Héritage (1968-1987)
- Chapitre 2 : Mystères, anachronismes, curiosités et raretés
- Chapitre 3 : L'évaluation des comics Héritage
- Chapitre 4 : Description des séries de super-héros Héritage
- Chapitre 5 : Les autres séries Héritage
- Chapitre 6 : Place aux talents québécois
- Chapitre 7 : Les suppléments
- Chapitre 8 : «les reliures Héritage
- Chapitre 9 : Les comics européens distribués au Québec
- Robert St-Martin... Un héros dans l'ombre!
- Au revoir
- Biographie des auteurs
- Annexes
- Commanditaires